# USS Texas (1892)
USS Texas – amerykański pancernik (czasem kwalifikowany jako krążownik pancerny lub pancernik II klasy) z okresu przed I wojną światową, pierwszy pancernik United States Navy, którego kadłub wykonany został ze stali. "Texas" należał do grupy pierwszych dużych okrętów pancernych zbudowanych w amerykańskich stoczniach. Okręt pod względem prędkości ustępował krążownikom pancernym, a pod względem opancerzenia i uzbrojenia ówczesnym pancernikom, podobnie jak USS "Maine", lecz z większym naciskiem na cechy typowe dla pancerników. Klasyfikowany bywa także jako pancernik przybrzeżny.

## Historia

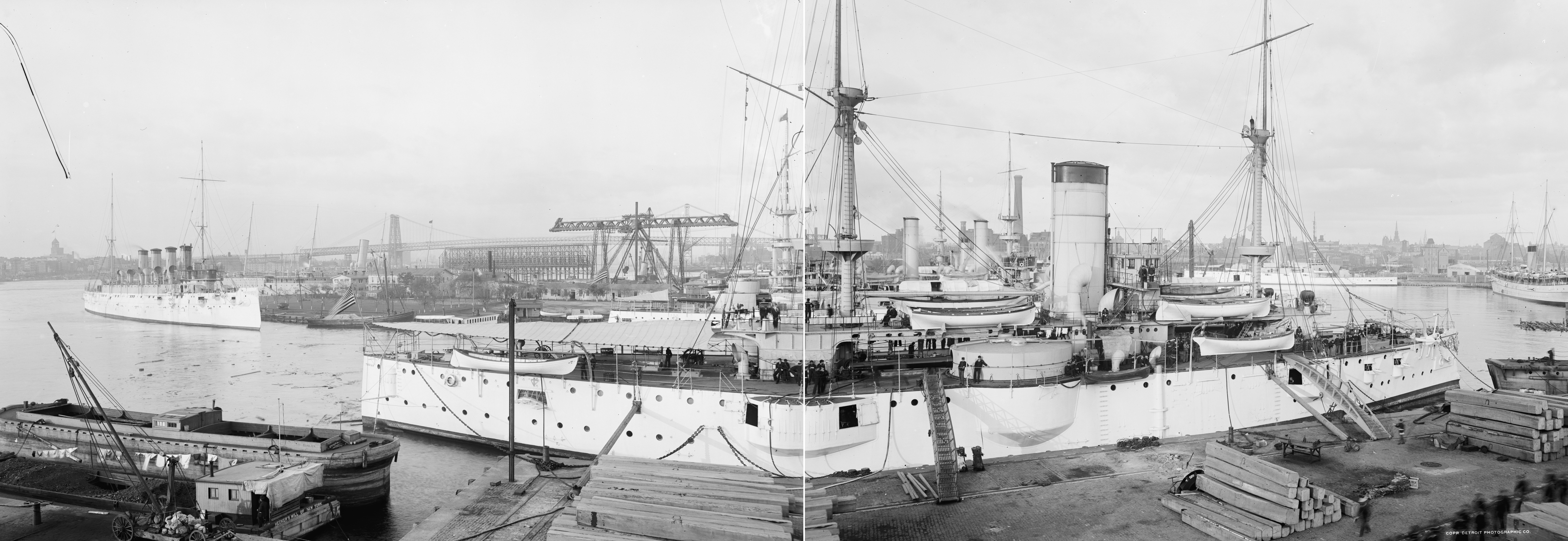
USS Texas w 1903

Budowa USS "Texas" została autoryzowana przez Kongres 3 sierpnia 1886. Projekt okrętu powstał w Wielkiej Brytanii i został wyłoniony w wyniku postępowania konkursowego. Za wybrany projekt Amerykanie zapłacili 15 000 dolarów.
Stępkę pod okręt położono 1 czerwca 1889 w stoczni Norfolk Navy Yard w Portsmouth (Wirginia). Wodowanie miało miejsce 28 czerwca 1892, a wejście do służby 15 sierpnia 1895. Okręt został przydzielony do Szwadronu Północnoatlantyckiego. Po eksplozji USS "Maine" i wybuchu wojny amerykańsko-hiszpańskiej w kwietniu 1898, USS "Texas" zaczął patrolować wody pomiędzy Santiago de Cuba a Guantanamo. 16 czerwca wraz z krążownikiem USS "Marblehead" rozpoczął trwający 16 minut ostrzał fortu Cayo del Tore w rejonie Guantanamo, w czasie którego fort został wyłączony z walki. 3 lipca "Texas" brał udział w bitwie z flotą hiszpańską na wodach Santiago de Cuba, która skończyła się zwycięstwem Amerykanów i zniszczeniem wszystkich hiszpańskich okrętów.
"Texas" służył jako okręt flagowy szwadronu obrony wybrzeża do 1905. 15 lutego 1911 zmieniono mu nazwę na USS "San Marcos" w celu zwolnienia nazwy dla nowo budowanego pancernika USS Texas (BB-35). "San Marcos" został wycofany ze służby 10 października 1911, a następnie zatonął jako okręt-cel w rejonie Zatoki Chesapeake. Jego kadłub, aż do zakończenia drugiej wojny światowej był jednak wykorzystywany jako cel artyleryjski.